# 長谷川潮
長谷川 潮（はせがわ うしお、1936年10月20日 - 2022年9月29日）は、日本の児童文学評論家。東京都生まれ。

## 経歴・人物
東京都立三鷹高等学校定時制卒。国際基督教大学大学図書館勤務（1962年 - 1997年）と児童文学の評論、創作などを行う傍ら法政大学文学部通信制卒業。雑誌『日本児童文学』、『国文学 解釈と鑑賞』、『子どもの文化』、『子どもの本棚』などで評論・研究活動を展開。戦争児童文学についての研究が多く、土家由岐雄の『かわいそうなぞう』に関しては、読者である子どもたちを欺くようにして、事実と異なる創作部分を恣意的に混在させていることを批判している。
1962年、投稿評論「芥川龍之介童話論」にて高山賞論文募集佳作を受賞。2006年、著書『児童文学のなかの障害者』で日本児童文学者協会賞受賞。2003年から2007年まで、日本児童文学者協会評論新人賞の選考委員を務めた。父親は、歌人・編集者の長谷川誠一で『日本児童文学事典』（河出書房、1954年）の企画・編集をおこなった。

## 作品リスト

### 単行本
- 死の海をゆく 第五福竜丸物語 文研出版 1984.7 (文研じゅべにーる)
- ロスアラモスの小さな石 汐文社 1985.4 (原爆児童文学集)
- 日本の戦争児童文学 戦前・戦中・戦後 久山社 1995.6 (日本児童文化史叢書)
- 児童戦争読み物の近代 久山社 1999.3 (日本児童文化史叢書)
- 戦争児童文学は真実をつたえてきたか 長谷川潮評論集 梨の木舎 2000.9
- 児童文学のなかの障害者 ぶどう社 2005.10
- 子どもの本に描かれたアジア・太平洋 近・現代につくられたイメージ 梨の木舎 2007.8
- 少女たちへのプロパガンダ――『少女倶楽部』とアジア太平洋戦争 梨の木舎 2012.2

### その他
- 「戦争児童文学を読む―解説」:「戦争と平和」子ども文学館 別巻 日本図書センター 1995.2 収録

### 共編著
- 教科書に書かれなかった戦争 part 18 子どもの本から「戦争とアジア」がみえる おとなに読んでほしい300冊 日本編 きどのりこ共編著 梨の木舎 1994.8
- 教科書に書かれなかった戦争 pt.28 世界の子どもの本から「核と戦争」がみえる きどのりこ共編著 梨の木舎 1997.11
- はじめて学ぶ日本の戦争児童文学史 鳥越信共編著 ミネルヴァ書房 2012.4

## 註
1. ↑  日本児童文学者協会会報「zb通信」114号、2022年12月10日
2. ↑  『はじめて学ぶ日本の戦争児童文学史』ミネルヴァ書房、2012年「著者経歴」より。
3. ↑  著者／長谷川潮 ぶどう社
4. ↑  『戦争児童文学は真実をつたえてきたか』 159頁。
5. ↑  「高山賞入選論文決まる」（『日本児童文学』1962年12月号）より。

## 参考
- 大阪国際児童文学館編『日本児童文学大事典』「長谷川潮」の項（大日本図書、1993年10月31日）
- 子どもの本に描かれたアジア・太平洋―近・現代につくられたイメージ - 紀伊国屋書店BookWeb

| スタブアイコン | サブスタブ | この項目は、まだ閲覧者の調べものの参照としては役立たない、人物に関連した書きかけの項目です。この項目を加筆・訂正などしてくださる協力者を求めています（P:人物伝/PJ:人物伝）。 |